# Walton (Milton Keynes)
Walton – była osada, obecnie dzielnica miasta Milton Keynes, a także civil parish w Anglii, w Buckinghamshire, w dystrykcie (unitary authority) Milton Keynes. W 2011 roku civil parish liczyła 11 923 mieszkańców.